# Kiss
 Ovo je glavno značenje pojma Kiss. Za istoimeni album ovog sastava pogledajte Kiss (album).
KISS je američki rock sastav osnovan u New York Cityu 1973. Poznati su po bojanju lica i kostimima koje nose na pozornici. Sastav se proslavio sredinom 1970-ih godina i ojačao svoju glazbu koja je bila mješavina klasičnog rocka, glam rocka i heavy metala. Bili su poznati po izvanrednim live nastupima koji su često uključivali riganje vatre, pljuvanje krvi, dimne gitare i pirotehniku.
Kiss je jedan od najutjecajnijih hard rock sastava svih vremena. Svojom glazbom utjecali su na mnoge glazbenike i sastave kao što su Metallica, Anthrax, Marilyn Manson, Pearl Jam i Trippie Redd. Na Kiss je glazbeno utjecao britanski sastav Slade.
KISS je bio nagrađen s 24 zlatna albuma do danas. Prodaje albuma nadmašuju 100 milijuna albuma.
Smatra se jednom od najuspješnijih, najpopularnijih i najprodavanijih skupina osamdesetih godina prošloga stoljeća. VH1 ih je uvrstio na 10. mjesto svoje liste 100 najvećih umjetnika hard rocka u povijesti te na 56. mjesto svoje liste 100 najvećih umjetnika svih vremena. Gibson ih je uvrsti na 26. mjesto liste Top 50 najvećih američkih sastava svih vremena. Nalaze se na prvom mjestu liste Top 100 Live Bands. MTV ih je proglasio devetim najvećim heavy metal sastavom u povijesti tog glazbenog žanra.
Originalnu postavu KISS-a čine: Gene Simmons na basu i vokalima, Paul Stanley na rythm gitari, Ace Frehley na lead gitari i vokalima i Peter Criss na bubnjevima i vokalima. To je bila najuspješnija i najprepoznatljivija postava KISS-a.
S njihovom šminkom i kostimima nastali su likovi iz stripa - The Demon (Simmons), Star Child (Stanley), The Space Ace (Frehley) i Cat Man (Criss).

## Članovi sastava

### Aktualni članovi
- Paul Stanley - ritam gitara, prvi vokal (1973.- 2023.)
- Gene Simmons - bas-gitara, prvi vokal (1973.- 2023.)
- Tommy Thayer - prva gitara,prateći vokal (2002.- 2023.)
- Eric Singer - bubnjevi,prateći vokal (1991. – 1996., 2001. – 2002., 2004.- 2023.)

### Bivši članovi
- Peter Criss - bubnjevi, vokal (1973. – 1980., 1996. – 2001., 2002. – 2004.)
- Ace Frehley - prva gitara, vokal (1973. – 1982., 1996. – 2002.)
- Eric Carr - bubnjevi, vokal (1980. – 1991.;umro 1991.)
- Vinnie Vincent - prva gitara, prateći vokali (1982. – 1984.)
- Mark St. John - prva gitara (1984.)
- Bruce Kulick - prva gitara, vokal (1984. – 1996.)

## Vanjske poveznice
- Službene stranice Kissa
  - Paul Stanley
  - Gene Simmons
  - Tommy Thayer
  - Eric Singer  Arhivirana inačica izvorne stranice od 2. siječnja 2008. (Wayback Machine)
  - Peter Criss
  - Bruce Kulick  Arhivirana inačica izvorne stranice od 31. siječnja 2008. (Wayback Machine)